# Championnat d'Écosse de football de deuxième division 2011-2012
Navigation
Édition précédente Édition suivante
Le Championnat d'Écosse de football de D2 2011-2012 (ou Irn-Bru Scottish Football League First Division pour des raisons de sponsoring), est la 106e édition du championnat d'Écosse de football D2. 
Cette épreuve regroupe 10 équipes qui s'affrontent quatre fois, sur un total de 36 journées. Le champion est promu en Scottish Premier League, s'il peut satisfaire aux règles concernant son stade (au moins 6 000 places assises). À l'inverse, le dernier du classement est relégué en Second Division et l'avant-dernier est barragiste.

## Les clubs participants à l’édition 2011-2012
| \| Ayr United Dundee United Falkirk Greenock Morton Hamilton Livingston Partick Thistle Queen of the South Raith Rovers Ross County \| Localisation des clubs engagés dans le championnat. |
| Ayr United Dundee United Falkirk Greenock Morton Hamilton Livingston Partick Thistle Queen of the South Raith Rovers Ross County                                                           |

| Club                              | Stade              | Capacité | Ville      |
| --------------------------------- | ------------------ | -------- | ---------- |
| Ayr United Football Club          | Somerset Park      | 10 243   | Ayr        |
| Dundee Football Club              | Dens Park          | 12 085   | Dundee     |
| Falkirk Football Club             | Falkirk Stadium    | 9 120    | Falkirk    |
| Greenock Morton Football Club     | Cappielow Park     | 11 612   | Greenock   |
| Hamilton Academical Football Club | New Douglas Park   | 6 092    | Hamilton   |
| Livingston Football Club          | Almondvale Stadium | 10 122   | Livingston |
| Partick Thistle Football Club     | Firhill Stadium    | 13 079   | Glasgow    |
| Queen of the South Football Club  | Palmerston Park    | 6 412    | Dumfries   |
| Raith Rovers Football Club        | Stark's Park       | 10 104   | Kirkcaldy  |
| Ross County Football Club         | Victoria Park      | 6 310    | Dingwall   |

## Classement
Le classement est établi sur le barème de points classique (victoire à 3 points, match nul à 1, défaite à 0). Les clubs sont départagés en fonction des critères suivants :
1. Plus grande « différence de buts générale »
2. Plus grand nombre de buts marqués

| Rang | Équipe             | Pts | J  | G  | N  | P  | Bp | Bc | Diff |
| ---- | ------------------ | --- | -- | -- | -- | -- | -- | -- | ---- |
| 1    | Ross County        | 79  | 36 | 22 | 13 | 1  | 72 | 32 | +40  |
| 2    | Dundee FC          | 55  | 36 | 15 | 10 | 11 | 53 | 43 | +10  |
| 3    | Falkirk            | 52  | 36 | 13 | 13 | 10 | 53 | 48 | +5   |
| 4    | Hamilton           | 49  | 36 | 14 | 7  | 15 | 55 | 56 | -1   |
| 5    | Livingston         | 48  | 36 | 13 | 9  | 14 | 56 | 54 | +2   |
| 6    | Partick Thistle    | 47  | 36 | 12 | 11 | 13 | 50 | 39 | +11  |
| 7    | Raith Rovers       | 44  | 36 | 11 | 11 | 14 | 46 | 49 | -3   |
| 8    | Greenock Morton    | 42  | 36 | 10 | 12 | 14 | 40 | 55 | -15  |
| 9    | Ayr United         | 38  | 36 | 9  | 11 | 16 | 44 | 67 | -23  |
| 10   | Queen of the South | 32  | 36 | 7  | 11 | 18 | 38 | 64 | -26  |

- Promu en Scottish Premier League
- Relégation en Scottish Second Division
- Barrage de relégation

## Résultats
Matchs 1-18
| Résultats (▼dom., ►ext.)                                   | AYR | DND | FAL | GMO | HAM | LIV | PAR | QOS | RAI | ROS |
| Ayr                                                        |     | 1-3 | 2-2 | 0-1 | 1-2 | 0-0 | 0-0 | 1-0 | 2-1 | 2-3 |
| Dundee                                                     | 1-1 |     | 4-2 | 0-1 | 0-1 | 3-0 | 0-1 | 2-1 | 1-0 | 1-2 |
| Falkirk                                                    | 0-0 | 2-1 |     | 1-0 | 0-0 | 4-3 | 2-1 | 1-0 | 2-0 | 1-1 |
| Morton                                                     | 4-1 | 1-2 | 3-2 |     | 0-2 | 2-1 | 1-2 | 2-2 | 1-1 | 0-2 |
| Hamilton                                                   | 2-3 | 1-6 | 0-1 | 1-2 |     | 1-1 | 1-0 | 3-1 | 2-2 | 5-1 |
| Livingston                                                 | 1-2 | 4-2 | 1-1 | 1-1 | 1-1 |     | 2-1 | 2-2 | 1-1 | 0-3 |
| Partick Thistle                                            | 4-0 | 0-1 | 2-2 | 5-0 | 1-1 | 2-1 |     | 2-1 | 0-1 | 0-1 |
| Queen of the South                                         | 4-1 | 0-0 | 1-5 | 4-1 | 1-0 | 0-2 | 0-0 |     | 1-3 | 0-0 |
| Raith Rovers                                               | 0-1 | 0-1 | 1-0 | 1-1 | 3-2 | 0-1 | 2-0 | 0-2 |     | 0-1 |
| Ross County                                                | 4-0 | 1-1 | 3-1 | 0-0 | 1-0 | 1-1 | 2-2 | 2-0 | 4-2 |     |
| - Victoire à domicile - Match nul - Victoire à l'extérieur |     |     |     |     |     |     |     |     |     |     |

Matchs 18-36
| Résultats (▼dom., ►ext.)                                   | AYR | DND | FAL | GMO | HAM | LIV | PAR | QOS | RAI | ROS |
| Ayr                                                        |     | 3-2 | 1-0 | 0-0 | 2-2 | 3-1 | 1-3 | 1-1 | 1-1 | 1-3 |
| Dundee                                                     | 4-1 |     | 3-1 | 0-1 | 2-2 | 1-0 | 0-3 | 1-1 | 1-1 | 1-1 |
| Falkirk                                                    | 3-2 | 1-1 |     | 0-2 | 3-0 | 2-5 | 1-1 | 3-0 | 2-3 | 1-1 |
| Morton                                                     | 3-1 | 0-2 | 0-0 |     | 1-2 | 1-3 | 1-0 | 2-2 | 1-3 | 1-1 |
| Hamilton                                                   | 3-2 | 3-1 | 0-1 | 4-3 |     | 0-1 | 2-2 | 3-0 | 2-1 | 0-2 |
| Livingston                                                 | 0-1 | 2-3 | 1-2 | 0-0 | 0-4 |     | 3-1 | 2-2 | 4-0 | 1-3 |
| Partick Thistle                                            | 4-2 | 0-0 | 1-1 | 0-0 | 2-0 | 2-3 |     | 1-0 | 1-1 | 0-1 |
| Queen of the South                                         | 2-1 | 1-1 | 0-0 | 2-1 | 1-2 | 0-4 | 0-5 |     | 1-0 | 3-5 |
| Raith Rovers                                               | 2-2 | 0-1 | 2-2 | 5-0 | 2-1 | 0-3 | 2-1 | 3-1 |     | 1-1 |
| Ross County                                                | 1-1 | 3-0 | 2-1 | 2-2 | 5-1 | 3-0 | 3-0 | 2-1 | 1-1 |     |
| - Victoire à domicile - Match nul - Victoire à l'extérieur |     |     |     |     |     |     |     |     |     |     |

### Barrage de promotion/relégation
À la suite du barrage de promotion Dumbarton est promu en First Division 2012-2013.

## Demi Finales
| Match aller      | Dumbarton                | 2-1   | Arbroath  | Dumbarton Football Stadium                     |                                                |
| 9 mai 2012 19:30 | Wallace 16e · Prunty 62e | (1–0) | Malcom 5e | Spectateurs : 911 Arbitrage : Craig Charleston | Spectateurs : 911 Arbitrage : Craig Charleston |

| Match aller      | Airdrie United | 0–0 | Ayr United | Excelsior Stadium                              |                                                |
| 9 mai 2012 19:45 |                | (–) |            | Spectateurs : 1 871 Arbitrage : Crawford Allan | Spectateurs : 1 871 Arbitrage : Crawford Allan |

| Match Retour      | Arbroath | 0-0 | Dumbarton | Gayfield Park |  |
| 12 mai 2012 15:00 |          | (–) |           |               |  |

| Match Retour      | Ayr United                                | 1–3   | Airdrie United                | Somerset Park |  |
| 13 mai 2012 15:00 | Geggan 64e · Longridge 17e · Tiffoney 90e | (0–0) | Holmes 55e (65) · McLaren 85e |               |  |

## Finale
| Match aller       | Dumbarton                | 2-1   | Airdrie United | Dumbarton Football Stadium |  |
| 16 mai 2012 19:45 | Prunty 29e · Wallace 32e | (2–1) | Bain 42e       |                            |  |

| Match Retour      | Airdrie United        | 1-4   | Dumbarton                                   | Excelsior Stadium |  |
| 20 mai 2012 16:05 | Holmes 35e · Bain 80e | (1–3) | Dargo 9e 21e · Gilhaney 45+3e · Wallace 65e |                   |  |